# Yohandry Orozco
Yohandry José Orozco Cujía, (Maracaibo, 19 de março de 1991), é um futebolista profissional venezuelano que atua como meio-campo. Atualmente defende o New York Cosmos.

## Carreira
Orozco fez parte do elenco da Seleção Venezuelana de Futebol da Copa América de 2011.

## Estatísticas
Atualizado em 1 de Junho de 2012.
| Clube         | Temporada     | Nacional | Nacional | Copa  | Copa | Continental | Continental | Total | Total |
| Clube         | Temporada     | Jogos    | Gols     | Jogos | Gols | Jogos       | Gols        | Jogos | Gols  |
| ------------- | ------------- | -------- | -------- | ----- | ---- | ----------- | ----------- | ----- | ----- |
| Maracaibo     | 2007–08       | 15       | 1        | -     | -    | —           | —           | 15    | 1     |
| Maracaibo     | 2008–09       | 8        | 1        | -     | -    | —           | —           | 8     | 1     |
| Maracaibo     | Total         | 23       | 2        | -     | -    | —           | —           | 23    | 2     |
| Zulia         | 2009–10       | 26       | 3        | 1     | 0    | —           | —           | 27    | 3     |
| Zulia         | 2010–11       | 15       | 8        | 0     | 0    | —           | —           | 15    | 8     |
| Zulia         | Total         | 41       | 11       | 1     | 0    | —           | —           | 42    | 11    |
| VfL Wolfsburg | 2010–11       | 0        | 0        | 0     | 0    | —           | —           | 0     | 0     |
| VfL Wolfsburg | 2011–12       | 5        | 0        | 0     | 0    | —           | —           | 5     | 0     |
| VfL Wolfsburg | Total         | 5        | 0        | 0     | 0    | —           | —           | 5     | 0     |
| Career totals | Career totals | 69       | 13       | 1     | 0    | —           | —           | 70    | 13    |